# Клишево
42°43′ пн. ш. 18°00′ сх. д. / 42.72° пн. ш. 18.00° сх. д.
Клишево (хорв. Kliševo) — населений пункт у Хорватії, у Дубровницько-Неретванській жупанії у складі міста Дубровник.

## Населення
Населення за даними перепису 2011 року становило 54 осіб.
Динаміка чисельності населення поселення: